# Campylorhynchus zonatus
Campylorhynchus zonatus là một loài chim trong họ Troglodytidae.